# Моузес Харман
Моузес Харман (на английски: Moses Harman) 12 октомври 1830 г. – 30 януари 1910 г.) е американски учител и издател, известен с твърдата си подкрепа за правата на жените. Той е преследван по закона „Комсток“ за съдържание, публикувано в неговото анархистическо периодично издание Lucifer the Lightbearer. Той е арестуван и хвърлен в затвора многократно за публикуване на предполагаемо неприлични материали. Дъщеря му, Лилиан Харман, също е известна анархистка.

## Биография
Моузес Харман е роден на 12 октомври 1830 г. в окръг Пендълтън, Западна Вирджиния в семейството на Джоб и Нанси Харман. По-късно семейството им се премества в окръг Крауфорд, Мисури. Харман преподава курсове в абонаментно училище и посещава Arcadia College. След завършване на училищните си задължения, Харман работи като методистски пътуващ проповедни и учител.
Харман се жени за Сюзън Шойк през 1866 г. Въпреки че имат няколко деца, само две оцеляват и Сюзън умира при раждане през 1877 г. Харман напуска министерството и започва да се занимава с евгеника и социални реформи след смъртта на Сюзън. През 1881 г. Харман редактира вестник Kansas Liberal във Вали Фолс, Канзас.
Харман е считан за един от основателите на това, което се превръща в движението на евгениката. „Той даде тласък и начало на това усилие. Чрез своите дневници, Lucifer, the Light Bearer, по-късно преименуван на The American Journal of Eugenics, насърчаван от тесен кръг от сериозни мъже и жени, той копаеше под повърхността, опитвайки се да изведе по-силен и по-добър тип мъже".
През 1881 г. Харман е съредактор на Valley Falls Liberal и в крайна сметка става редактор. На 24 август 1883 г. Харман променя името на изданието на Луцифер, Носителят на светлината. Той мести местоположението на вестника няколко пъти по финансови и философски причини: в Топика, Канзас през 1890 г., в Чикаго през 1896 г. и в Лос Анджелис през 1908 г. Името на вестника също се променя на The American Journal of Eugenics през 1906 г.
Статии, публикувани в Lucifer, обсъждат теми като религия, взаимоотношения и отглеждане на деца. Чрез работата си Харман отхвърля всички форми на религия и управление, включително брака, и насърчава свободата, любовта, мъдростта и използването на знанието. Поради радикалния характер на неговите възгледи и публикации, Харман постоянно се занимава със съдебни дела, обвинения в неморалност, подигравки и проблеми с изпращането на това, което се смята за неприлично, чрез Пощенската служба на Съединените щати. Вследствие на това Харман е осъден и освобождаван от съдилищата няколко пъти през 1890-те.
Умира на 30 януари 1910 г. на 79 години в Лос Анджелис.